# Копиль
Копи́ль (біл. Капы́ль) — місто (з 1984 року) Мінської області Білорусі, адміністративний центр Копильського району. У місті знаходиться маслосироробний завод, поблизу — велике родовище крейди.

## Історія
Перша літописна згадка про Копиль відноситься до 1274 року.
В XIV столітті Копиль опинився в сфері впливу Великого князівства Литовського. З 1395 року увійшов у володіння князя Володимира Ольгердовича та його спадкоємців. З 1612 року, після смерті останньої представниці роду Олельковичів — князівни Софії, місто перейшло у володіння князів Радзивіллів.
За часів перебування в складі ВКЛ місто було центром староства; зокрема, старостою у 1435 році став литовський боярин Петро Монтигердович.
Згадується у переліку руських міст далеких і близьких кінця XIV століття як «київське» місто.
27 серпня 1652 року Копиль отримав магдебурзьке право, печатку, герб із зображенням мисливського рогу на золотому полі, а також право на проведення ярмарків та щотижневих торгів.
У XVI столітті Копиль славився ремеслами, особливо ткацтвом, оксамитовими і лайковими виробами, у ньому налічувалося 6 ремісничих цехів, що мали власні статути.
Після другого розділу Речі Посполитої у 1793 році місто увійшло до складу Російської імперії. З 1832 року належав князю Вітгенштейну.
У XIX столітті в місті діяли пивоварний завод, 2 водяні млини, 6 магазинів, 3 школи, церква, костел, кальвіністський собор, 2 єврейських молитовних будинки.
У листопаді 1917 року в Копилі встановлена радянська влада. В 1924 році Копиль стає центром району.

## Відомі уродженці
- Менделе Мойхер-Сфорім
- Степан Александрович
- Іван Ковган

## Галерея

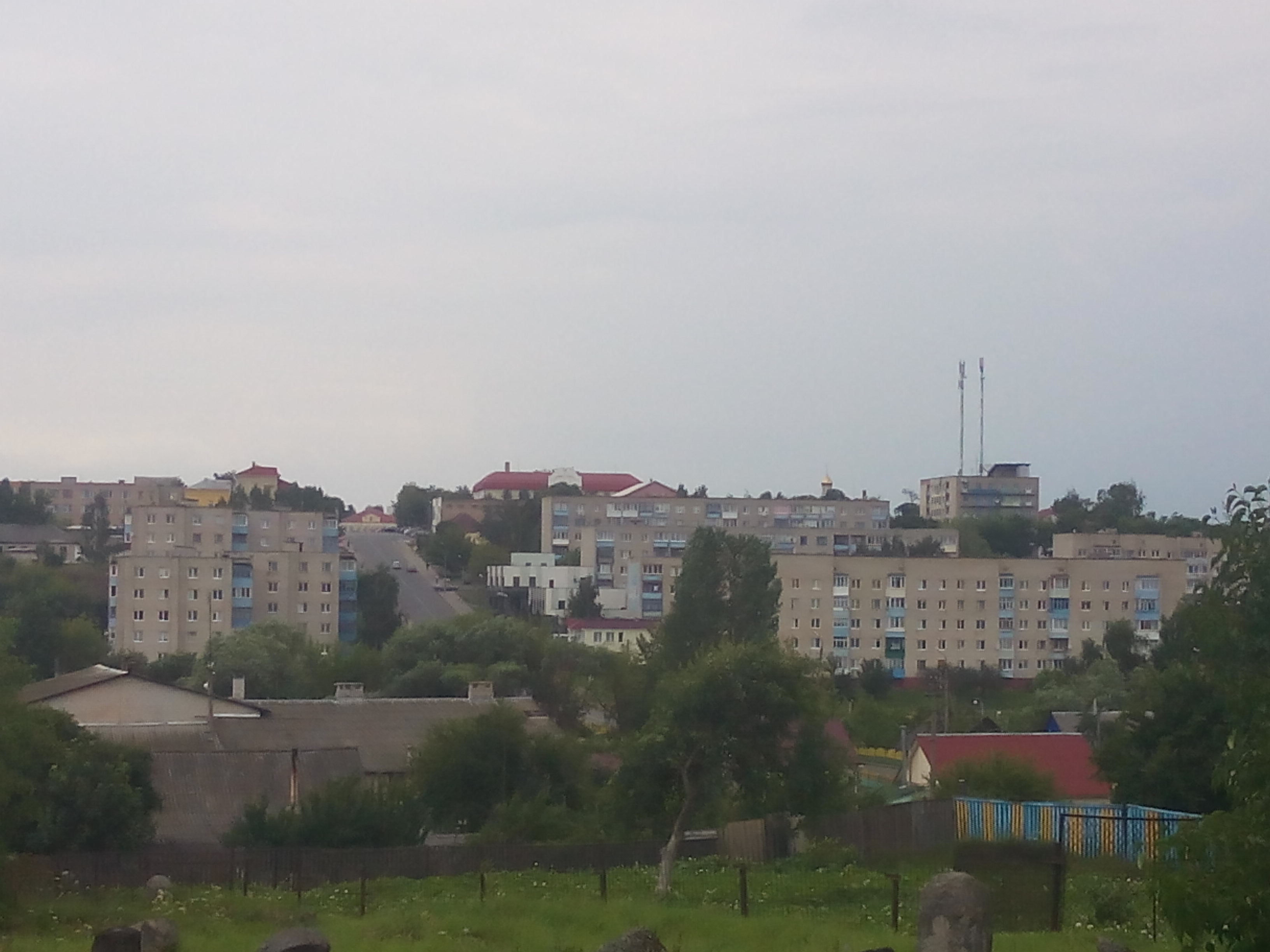
Вид на місто
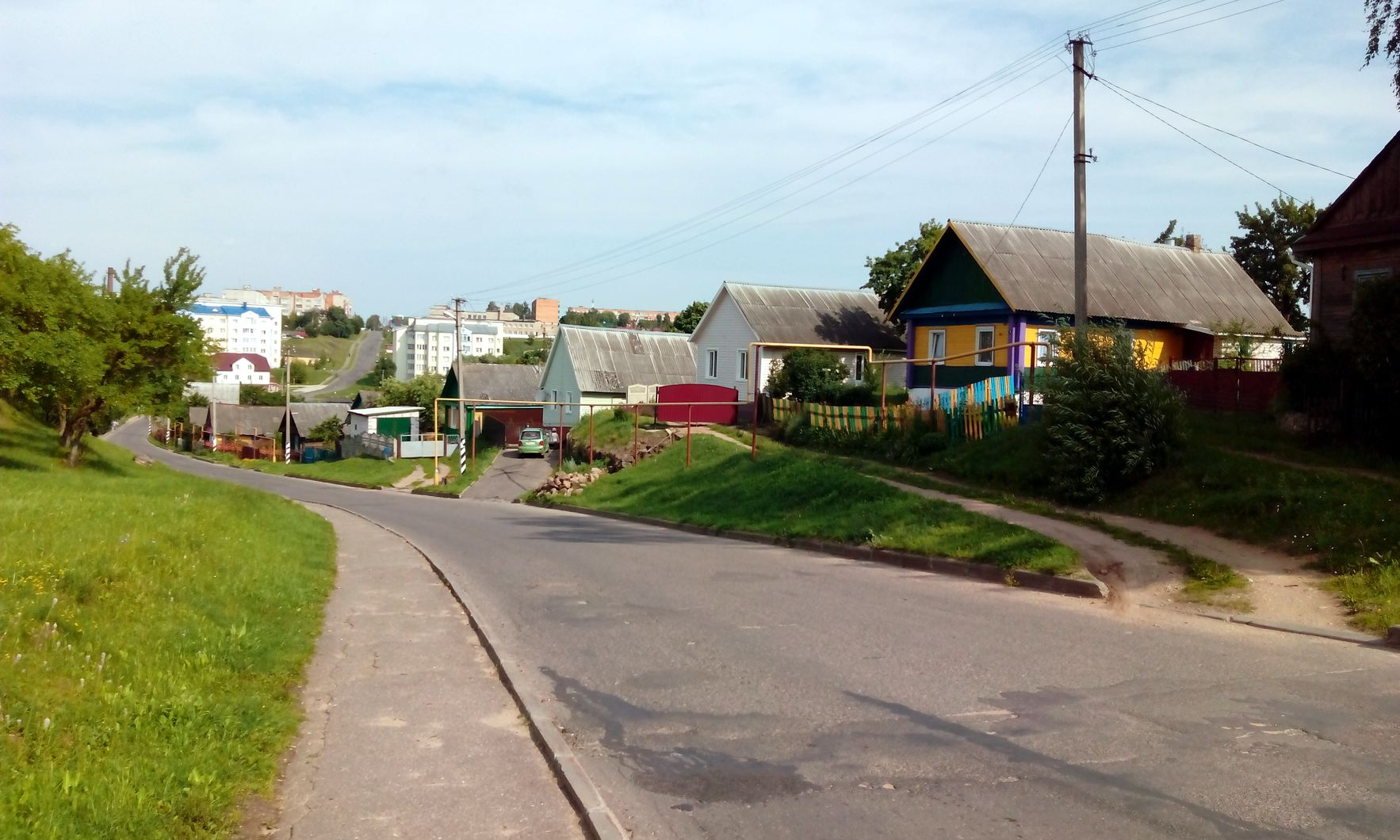
вулиця Тракторна
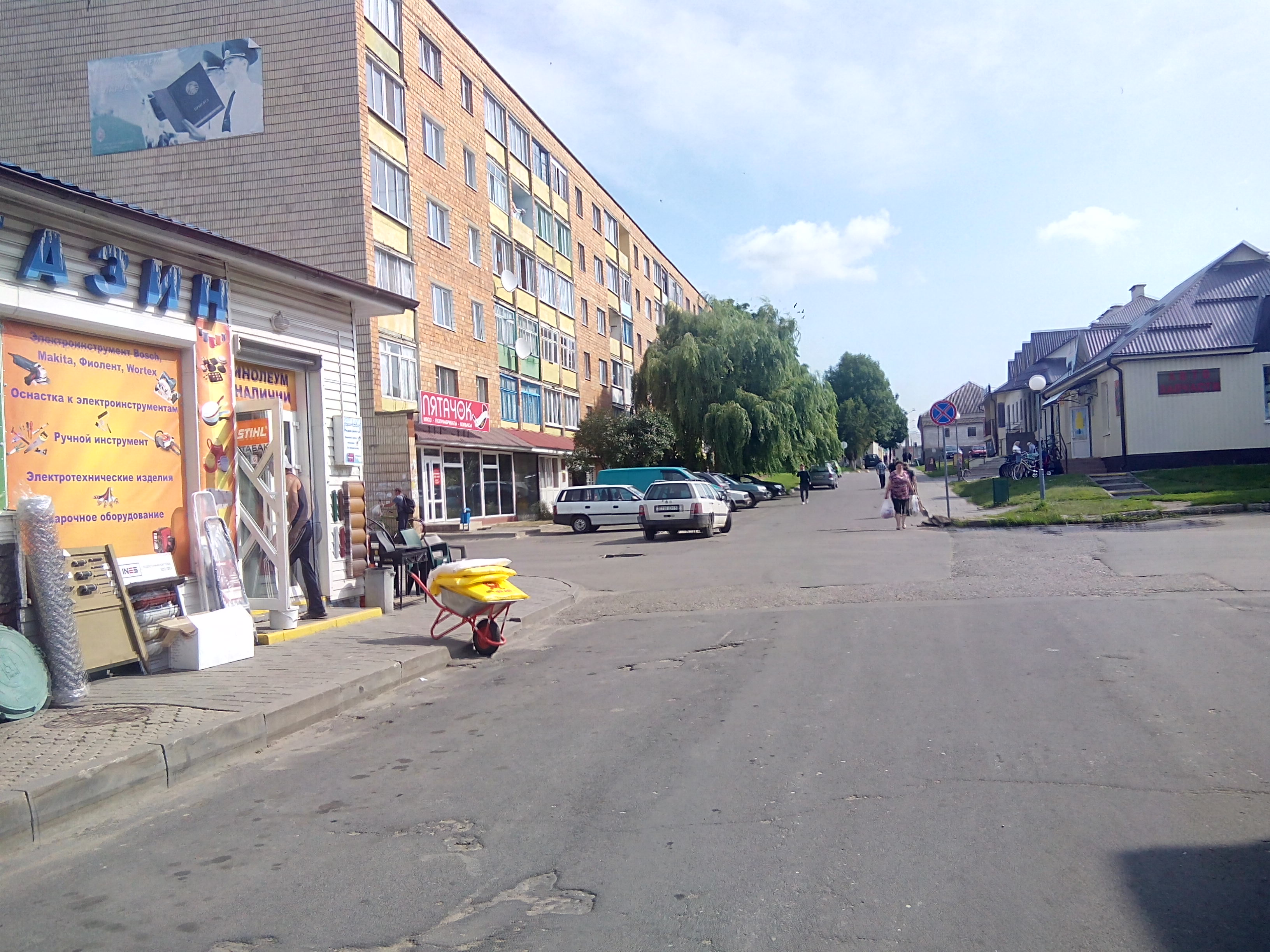
вулиця Янки Купали
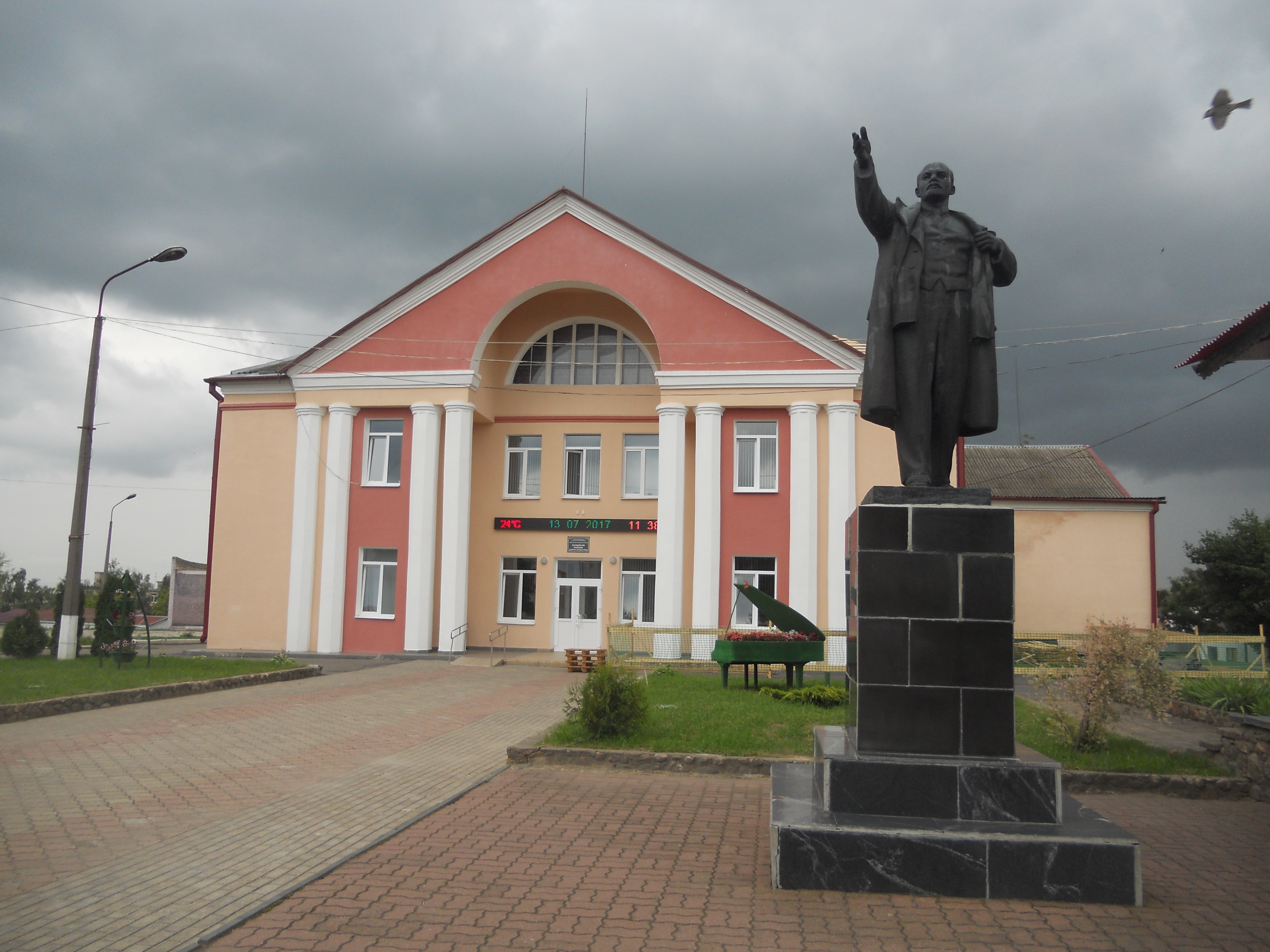
Дом культури на площі Леніна
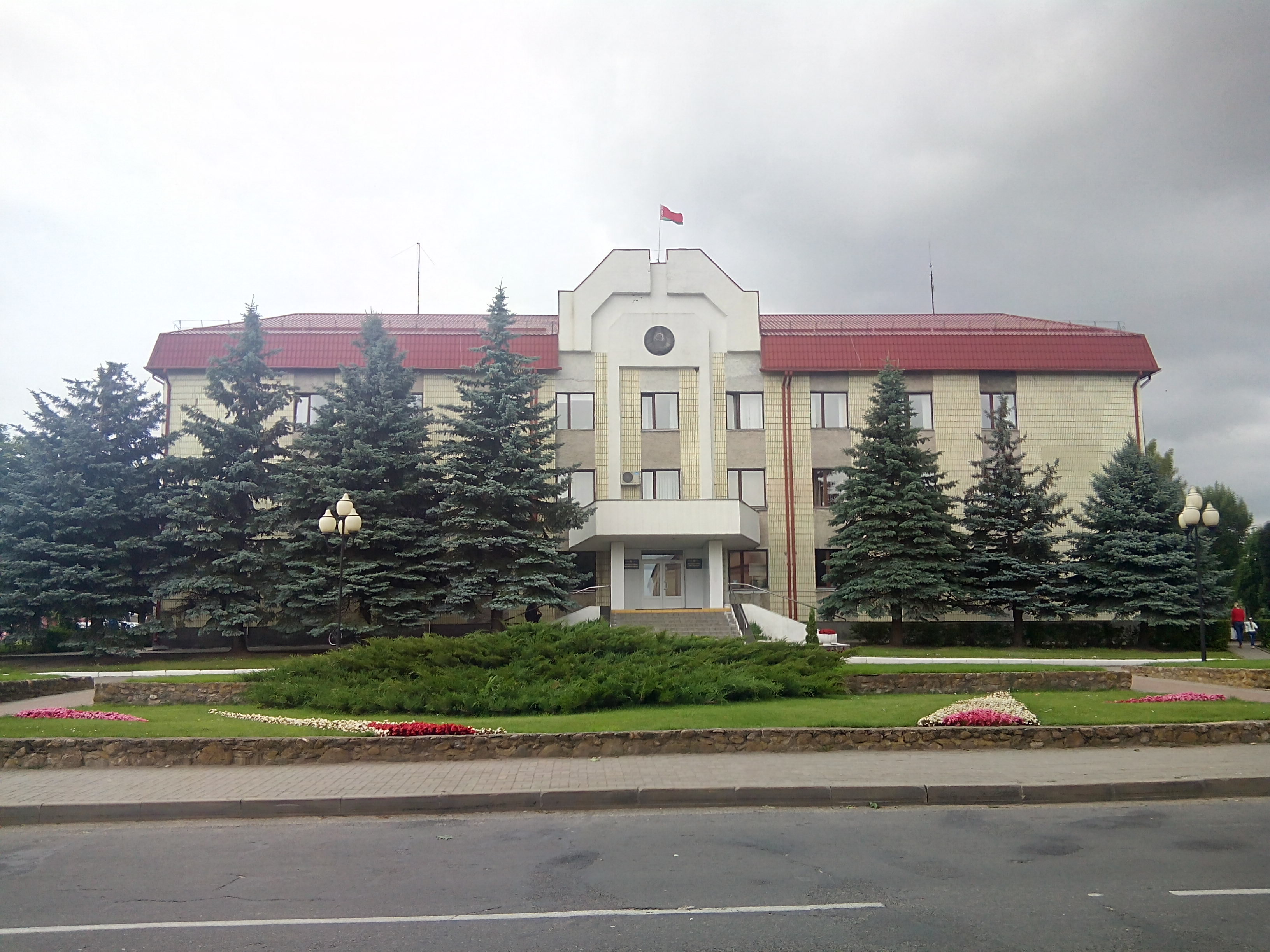
Будинок міського виконавчого комітету
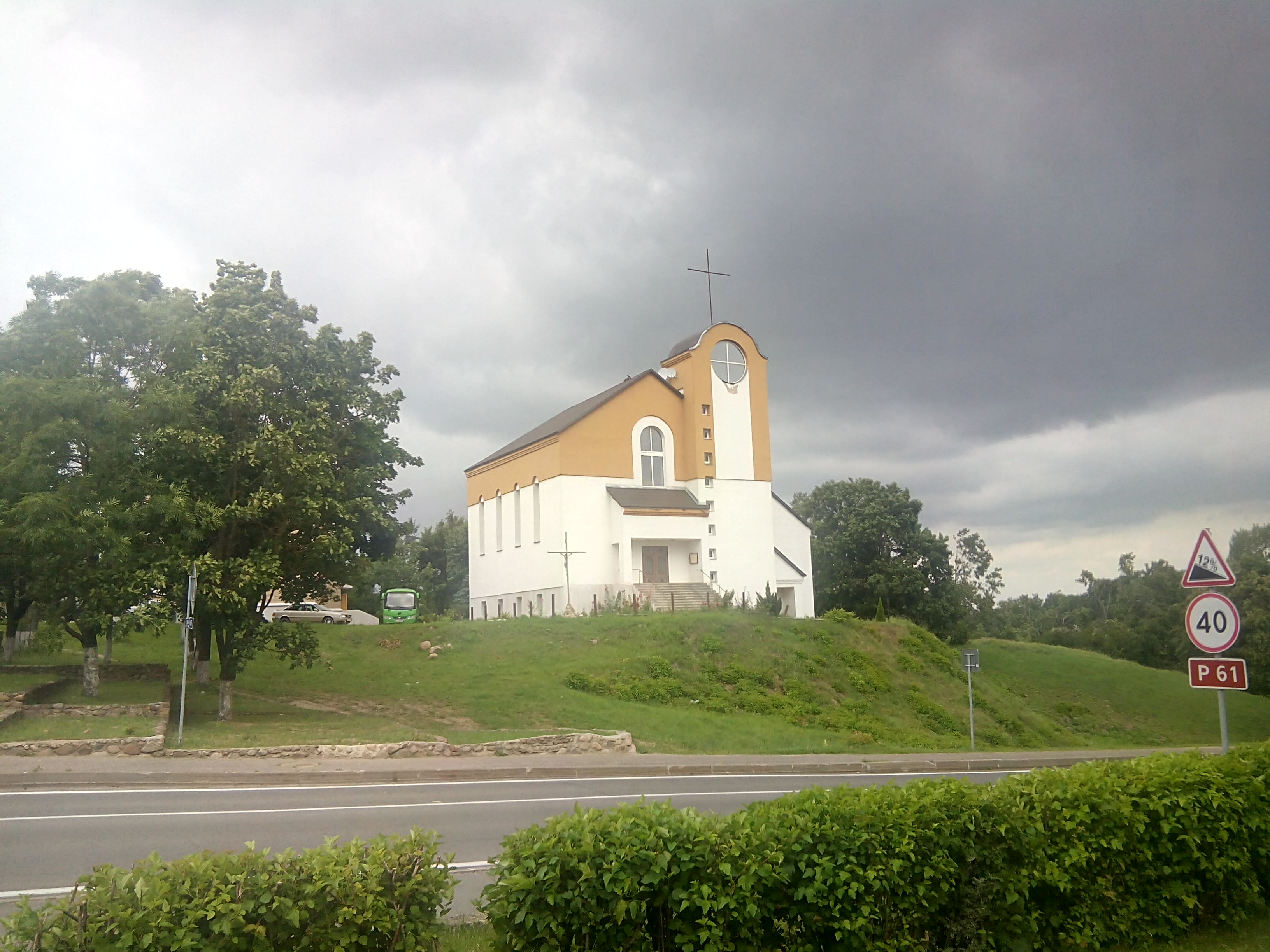
Церква апостолів Петра і Павла